# (2627) Churyumov
(2627) Churyumov (1978 PP3; 1951 UJ; 1958 BF; 1973 UA1; 1975 BF1; 1976 JH3) ist ein ungefähr zwölf Kilometer großer Asteroid des äußeren Hauptgürtels, der am 8. August 1978 vom russischen (damals: Sowjetunion) Astronomen Nikolai Stepanowitsch Tschernych am Krim-Observatorium (Zweigstelle Nautschnyj) auf der Halbinsel Krim (IAU-Code 095) entdeckt wurde. Er gehört zur Themis-Familie, einer Gruppe von Asteroiden, die nach (24) Themis benannt ist.

## Benennung
(2627) Churyumov wurde nach dem ukrainisch-sowjetischen Astronomen und Kinderbuchautor Klym Tschurjumow (1937–2016) benannt. Als Astronom war er an der Fakultät der Nationalen Taras-Schewtschenko-Universität Kiew tätig und war 1969 Mitentdecker des Kometen Tschurjumow-Gerassimenko.